# Töhöl
Töhöl (szlovákul Tehla) község Szlovákiában, a Nyitrai kerület Lévai járásában.

## Fekvése
Lévától 18 km-re, nyugatra található.

## Története
A régészeti leletek tanúsága szerint területén már az újkőkorszakban éltek emberek. A vonaldíszes kultúra tárgyi emlékei kerültek elő ebből korból. Területe lakott volt a hallstatt és a latén korban is, de ugyancsak kerültek elő sírok a 10.–11. századból.
A mai települést 1251-ben „Tuhl” alakban említik először. 1262-ben „Tuhul”, 1271-ben „Tuhl”, 1773-ban „Tiehla” néven szerepel a korabeli forrásokban. A királyi tárnokmester jobbágyainak faluja volt, később nemesi családok birtoka. 1390-től a Sárai családé. 1424-ben bizonyos részei birtokcsere útján Lévai Cseh Péter és fia László kezéhez kerülnek. 1506-tól a lévai váruradalom része. 1618-ben felégette a török és még 1657-ben is pusztaként említik. 1534-ben 15 porta volt a faluban. 1601-ben 48 ház állt itt. 1720-ban 14 adózója lakta.
A 18. század végén Vályi András így ír róla: „TÖHÖL. Tichla. Elegyes falu Bars Várm. földes Ura Hg. Eszterházy Uraság, lakosai katolikusok, fekszik Nagy Győrödhöz nem meszsze, mellynek filiája; földgye, réttye jó, erdeje makktermő, fája van, legelője elég, szőlőhegye meglehetős.”
1828-ban 64 házában 421 lakos élt. Lakói főként mezőgazdasággal foglalkoztak. Pecsétlenyomata 1845-ből ismert.
A 19. század közepén Fényes Elek eképpen írja le: „Töhöl, (Thela), magyar falu, Bars vmegyében, ut. p. Verebélytől keletre 2 mfd. 218 kath., 243 ref. lak. Ref. leány ekklézsia. Földje, rétje igen jó, tölgyes erdeje, szőlőhegye derék. F. u. h. Eszterházy.”
Borovszky Samu monográfiasorozatának Bars vármegyét tárgyaló része szerint: „Töhöl, a Garam- és a Zsitvavölgy közötti terület közepén fekvő magyar kisközség, 684 túlnyomóan ev. ref. vallású lakossal. Első okleveles említést 1262-ben találunk e községről. 1390-ben Sárai László kapja adományban Zsigmond királytól, míg 1506-ban Ulászló a Harasztiaknak is adományoz itt birtokot. Ettől fogva a község a lévai uradalomhoz tartozik és mindvégig annak urai bírják. Ez időben hol Thehel, hol pedig Teöheöl alakban találjuk feljegyezve. 1618-ban behódolt a töröknek, de az 1657-iki összeírásban 23 elpusztult telkéről találunk feljegyzést. Az Eszterházyak után a Schöeller család lett a tulajdonosa. Református temploma a mult század elején már fennállott, de építési idejét kikutatni nem sikerült. Ide tartoznak Kovácsi és Bárcz puszták is. A község postája Besse, távirója és vasúti állomása pedig Verebély.”
A trianoni diktátumig Bars vármegye Verebélyi járásához tartozott. 1938 és 1945 között újra Magyarország része. 1945 márciusában heves harcok folytak a falu környékén.

## Népessége
| Év:            | 1994. | 2004.   | 2014.   | 2024.   |
| -------------- | ----- | ------- | ------- | ------- |
| Emberek száma: | 570   | 557     | 516     | 489     |
| Eltérés:       |       | -2,28 % | -7,36 % | -5,23 % |

| Év:            | 2023. | 2024.   |
| -------------- | ----- | ------- |
| Emberek száma: | 480   | 489     |
| Eltérés:       |       | +1,87 % |

1880-ban 551 lakosából 522 magyar és 25 szlovák anyanyelvű volt.
1890-ben 573 lakosából 523 magyar és 45 szlovák anyanyelvű volt.
1900-ban 654 lakosából 549 magyar és 63 szlovák anyanyelvű volt.
1910-ben 750 lakosából 673 magyar és 77 szlovák anyanyelvű volt.
1921-ben 698 lakosából 576 magyar és 122 csehszlovák volt.
1930-ban 666 lakosából 461 magyar és 198 csehszlovák volt.
1941-ben 727 lakosából 661 magyar és 66 szlovák volt.
1970-ben 756 lakosából 305 magyar és 450 szlovák volt.
1980-ban 646 lakosából 201 magyar és 436 szlovák volt.
1991-ben 577 lakosából 175 magyar és 389 szlovák volt.
2001-ben 553 lakosából 410 szlovák és 118 magyar.
2011-ben 525 lakosából 408 szlovák és 92 magyar.
2021-ben 465 lakosából 370 (+2) szlovák, 54 (+5) magyar, (+1) cigány és 41 ismeretlen nemzetiségű.

## Nevezetességei

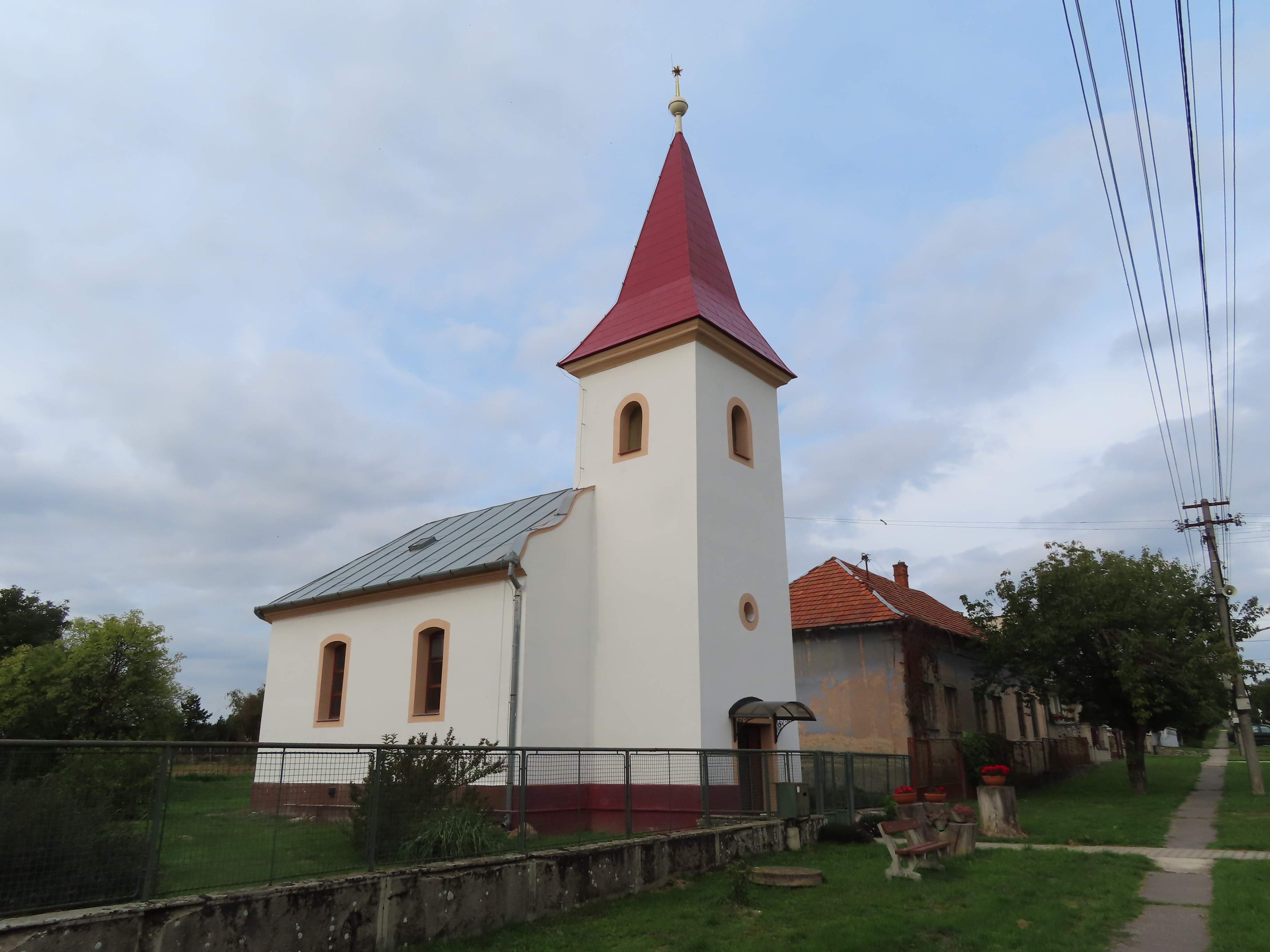
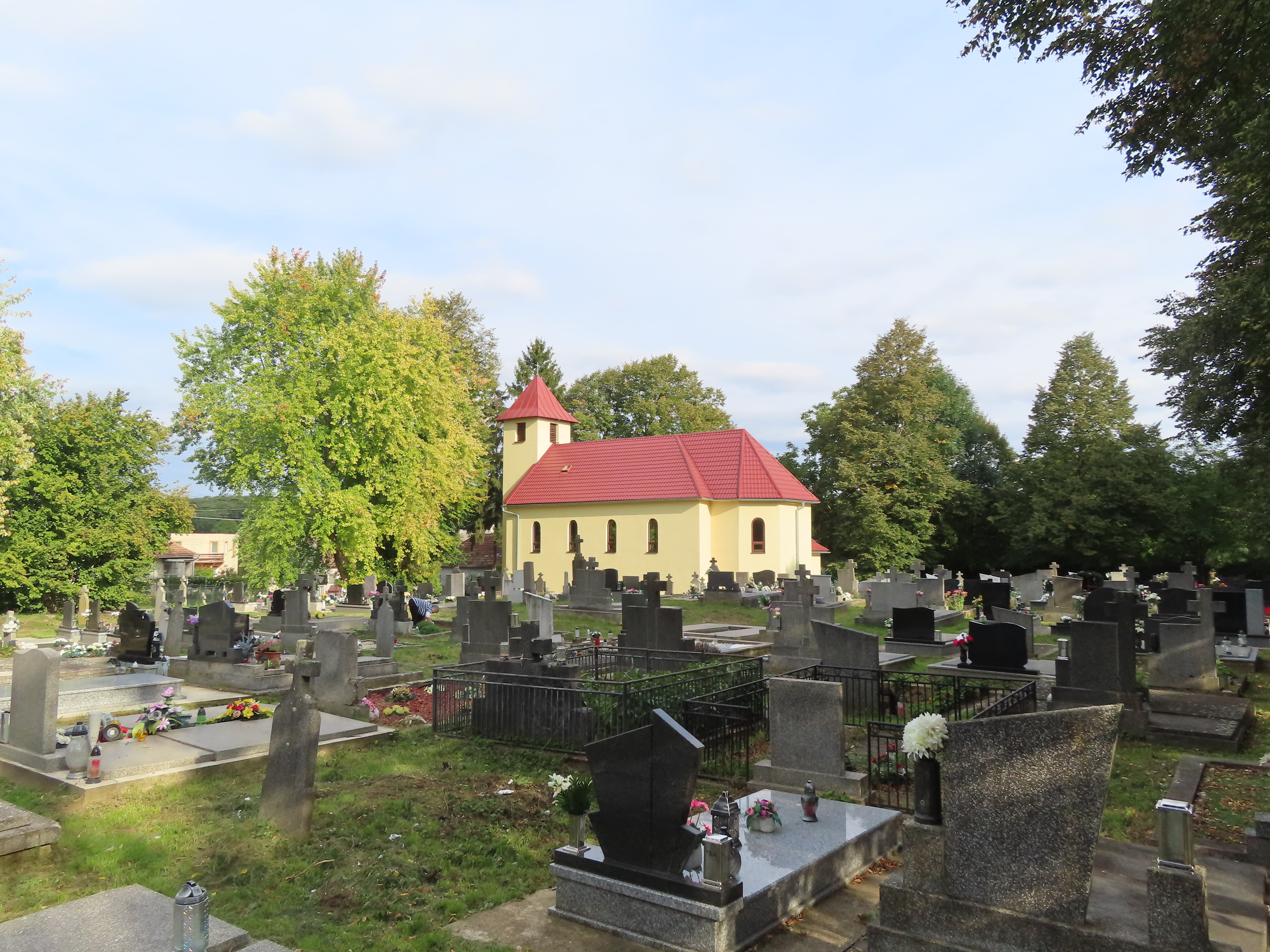
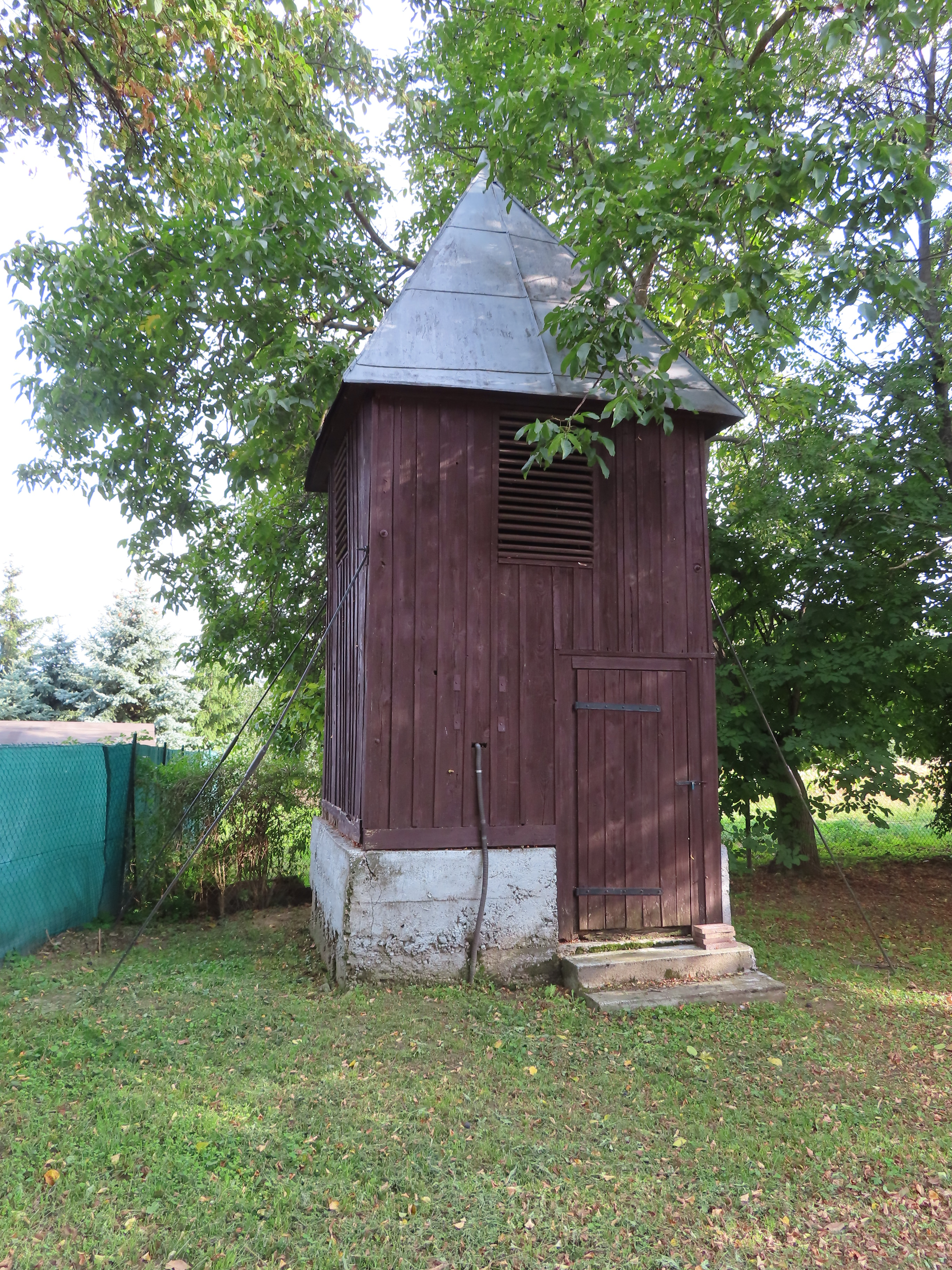
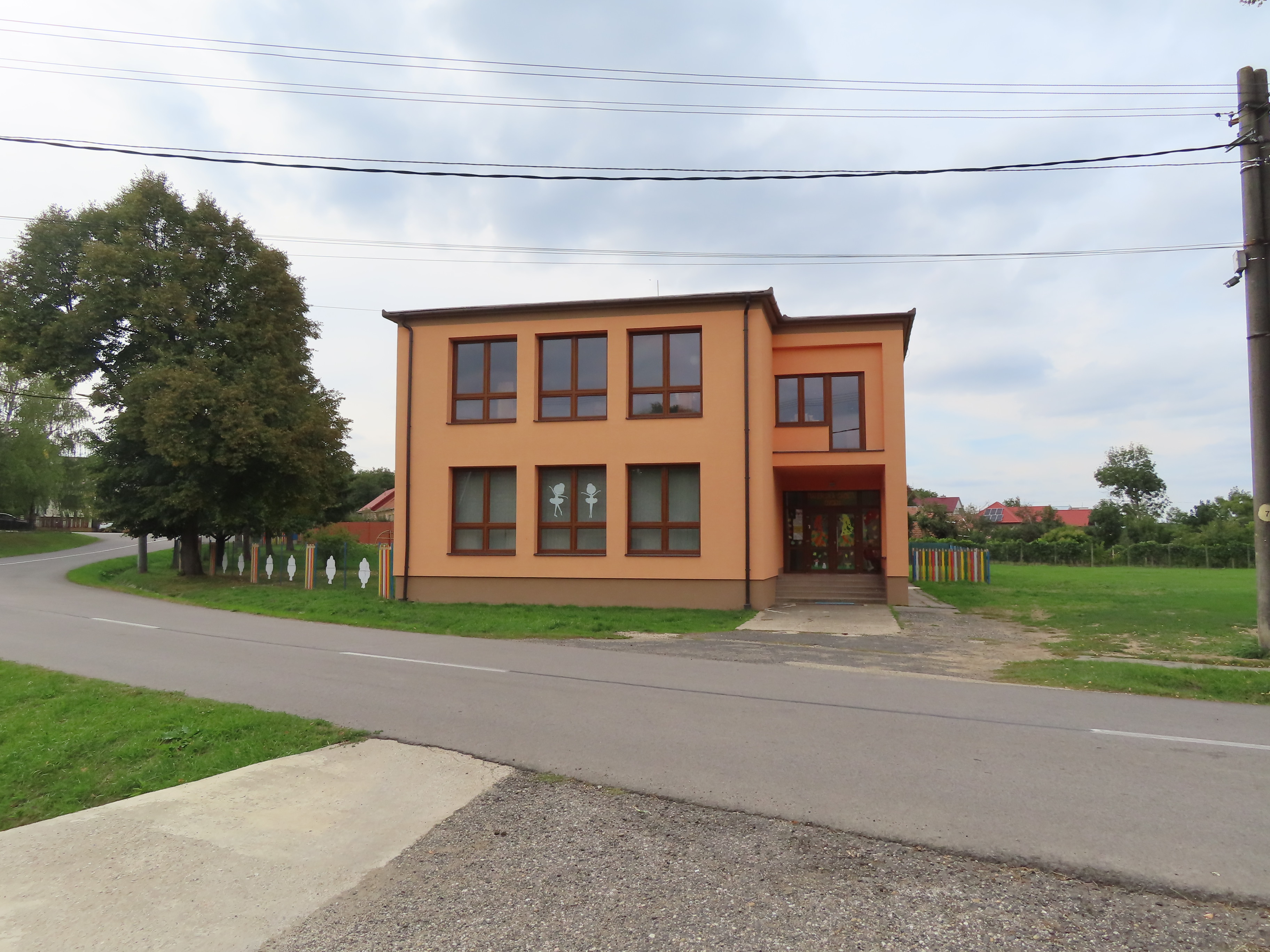
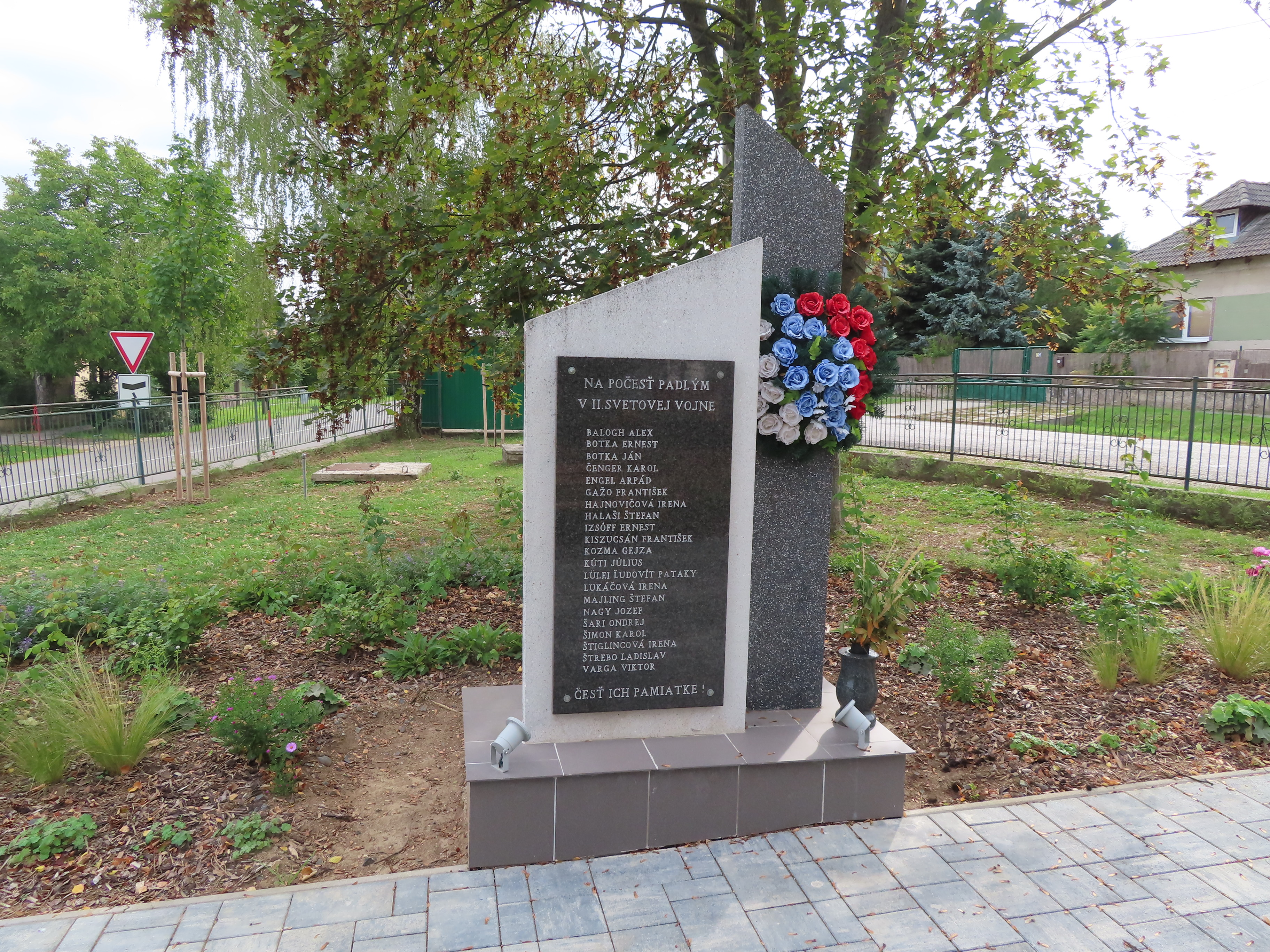
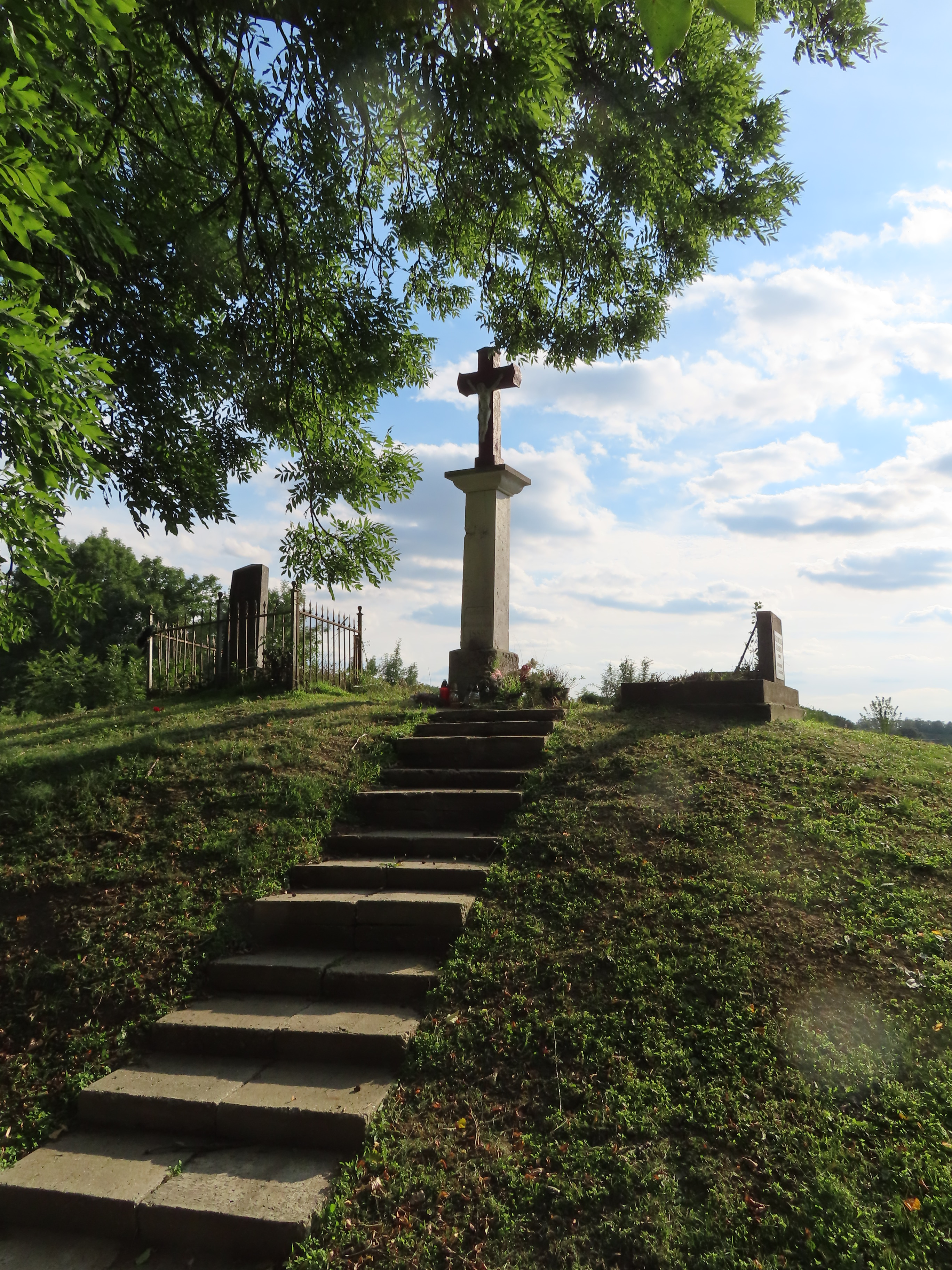

- Református templom
- Katolikus templom

## Külső hivatkozások
- E-obce.sk Archiválva 2008. szeptember 20-i dátummal a Wayback Machine-ben
- Községinfó
- Töhöl Szlovákia térképén